# Fifty-Six
Fifty-Six är en ort i Stone County i Arkansas. Fifty-Six hade 173 invånare enligt 2010 års folkräkning. Det ovanliga ortnamnet har sin grund i att namnförslaget Newcomb förkastades och postkontoret registrerades efter skoldistriktets dåvarande nummer 56.